# Naren Chandra Das
Pour les articles homonymes, voir Das.
Naren Chandra Das (c.  1938  - 27 décembre 2021) est un soldat indien. Il était havildar dans les fusiliers de l'Assam, la plus ancienne unité paramilitaire de l' armée indienne. Il faisait partie de l'équipe qui a sauvé et escorté le 14e dalaï-lama en Inde lorsqu'il a fui le Tibet en 1959, et était son dernier membre survivant.

## Biographie
Das est né à Lokra, près de Tezpur. Il a grandi dans la ville voisine de Balipara, dans l'actuel district de Sonitpur, dans l'État indien de l'Assam. Il était havildar dans les fusiliers de l'Assam, la plus ancienne unité paramilitaire de l'armée indienne. Il a rejoint l'unité en 1957, a terminé sa formation et a été nommé carabinier en 1959 à l'âge de 22 ans.

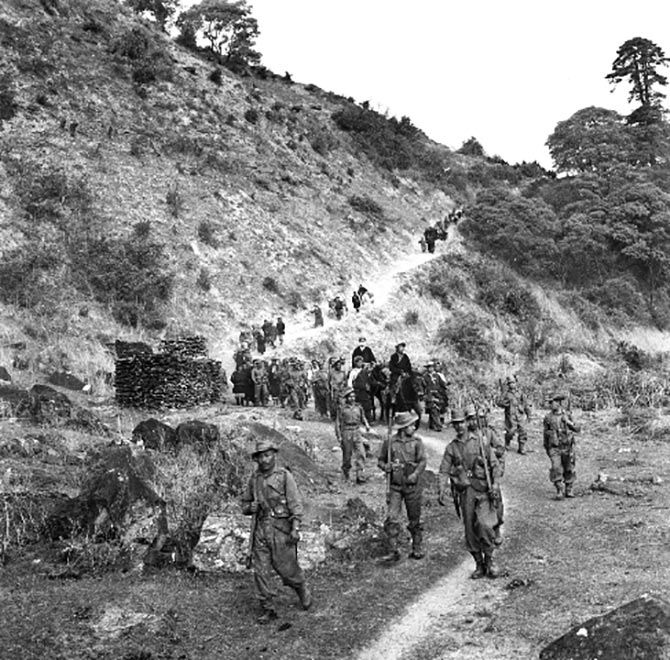
Le dalaï-lama escorté par les fusiliers de l'Assam après le passage de la frontière indo-tibétaine.

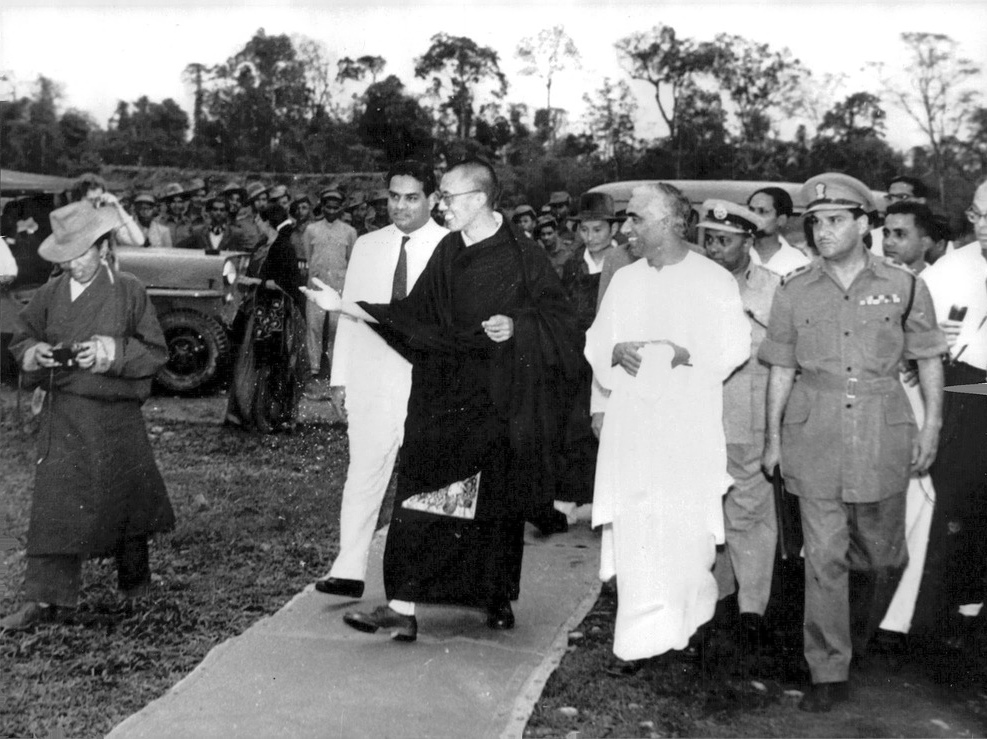
Le dalaï-lama avec PN Menon le 18 avril 1959 à Tezpur.

En mars 1959, Das, cinq de ses collègues et un commandant de section ont reçu l'ordre de traverser la frontière internationale pour escorter Tenzin Gyatso, le 14e dalaï-lama, en lieu sûr de l'autre côté de la frontière. Le moine, alors âgé de 24 ans, au début du soulèvement tibétain de 1959 avait fui le Tibet et avait entrepris une randonnée de 13 jours déguisé en soldat pour échapper aux forces armées chinoises. Das et son unité sont partis de Lumla où il a été posté comme carabinier avec le neuvième peloton des fusiliers de l'Assam pour se diriger vers Shakti, un point le long de la frontière indo-tibétaine. Il racontera plus tard qu'on a réveillé l'unité à 3 heures du matin et qu'on lui a demandé de préparer son déjeuner et d'aller à Shakti. L'unité est partie de Lumla et a atteint Shakti avec des fusils Enfield 303 britanniques pour escorter le dalaï-lama et 20 de ses gardes sur des yacks et à cheval. Les gardes du neuvième peloton des fusiliers de l'Assam avaient auparavant amené le dalaï-lama de Zuthangbo à Shakti. Le dalaï-lama a été reçu à Lumla avant d'être escorté plus loin à Tawang dans l'Arunachal Pradesh,. Il a reçu une garde d'honneur des fusiliers de l'Assam à Tawang avant d'aller à Bomdila.
Après près de six décennies, Das a rencontré à nouveau le dalaï-lama en 2017, lors du festival de Namami Brahmapoutre,. L'année suivante, il a été invité à McLeod Ganj près de Dharamsala, siège du gouvernement tibétain en exil,,.
Das est décédé le 27 décembre 2021 à Lokra dans l'Assam où il a vécu après sa retraite. Il était âgé de 83 ans. Il était marié et avait six enfants. Au moment de sa mort, il était le dernier membre survivant du groupe de soldats qui avait escorté le dalaï-lama. Selon une déclaration des fusiliers de l'Assam, « Le regretté havildar Naren Chandra Das était le seul guerrier survivant des fusiliers de l'Assam parmi une bande de sept cœurs vaillants qui avaient escorté et accompagné avec succès sa sainteté le dalaï-lama sur le sol indien en 1959. Ses actes vaillant et son esprit guerrier indomptable continuent d'inspirer les dizaines de jeunes sentinelles du nord-est. » Le président du Parlement tibétain en exil , Khenpo Sonam Tenphel , a déclaré dans un message de condoléances que Das « restera toujours dans les mémoires pour son service désintéressé exceptionnel à la nation et au peuple de l'Inde. Nous, les Tibétains, le tiendrons toujours près de nos coeurs. »